# Phaeobotryosphaeria citrigena
Phaeobotryosphaeria citrigena är en svampart som beskrevs av A.J.L. Phillips, P.R. Johnst. & Pennycook 2008. Phaeobotryosphaeria citrigena ingår i släktet Phaeobotryosphaeria och familjen Botryosphaeriaceae.   Inga underarter finns listade i Catalogue of Life.